# Petaure d'Abid
El petaure d'Abid (Petaurus abidi) és una espècie de marsupial de la família dels petàurids. És endèmic de Papua Nova Guinea i el seu hàbitat natural és la sabana seca.